# Sportsklubben Brann 2022 (femminile)
Questa voce raccoglie le informazioni riguardanti lo Sportsklubben Brann nelle competizioni ufficiali della stagione calcistica 2022.

## Stagione
Nella stagione 2022 il Brann, allenato da Alexander Straus per la prima parte della stagione e, da giugno, affidato a Oliver Harder, vinse il suo primo campionato di Toppserien, il secondo considerando quello della precedente realtà societaria, conquistando inoltre la sua prima Coppa di Norvegia vincendo 3-1 la finale con lo Stabæk.

## Divise e sponsor
La scelta cromatica delle maglie era la stessa della squadra maschile del Brann, basata sui colori sociali del club, il bianco e il rosso. Main sponsor era il gruppo Frydenbø affiancato da Coop Hordaland, mentre quello tecnico, fornitore delle tenute di gioco, era Nike.
| Casa | Trasferta | 3ª divisa |

## Organigramma societario
Come da sito ufficiale.
Area tecnica
- Allenatore: Alexander Straus, poi Oliver Harder
- Co-allenatore:
- Preparatore dei portieri:
- Preparatore fisico:

## Rosa
Rosa, ruoli e numeri di maglia tratti dal sito ufficiale e sito della federazione norvegese, aggiornati al 25 giugno 2022.
| N. |                     | Ruolo | Calciatrice                   |
| -- | ------------------- | ----- | ----------------------------- |
| 1  | Norvegia (bandiera) | P     | Aurora Mikalsen               |
| 2  | Norvegia (bandiera) | D     | Cecilie Redisch Kvamme        |
| 4  | Norvegia (bandiera) | D     | Tuva Hansen (capitano)        |
| 5  | Norvegia (bandiera) | D     | Ingrid Østervold Stenevik     |
| 6  | Norvegia (bandiera) | C     | Mille Aune                    |
| 7  | Norvegia (bandiera) | C     | Rakel Engesvik                |
| 8  | Norvegia (bandiera) | C     | Guro Bergsvand                |
| 9  | Norvegia (bandiera) | C     | Therese Sessy Åsland          |
| 10 | Islanda (bandiera)  | A     | Berglind Björg Þorvaldsdóttir |
| 11 | Norvegia (bandiera) | C     | Lisa Fjelstad Naalsund        |
| 12 | Norvegia (bandiera) | P     | Hanne Larsen                  |

| N. |                     | Ruolo | Calciatrice              |
| -- | ------------------- | ----- | ------------------------ |
| 15 | Norvegia (bandiera) | D     | Marthine Østenstad       |
| 16 | Norvegia (bandiera) | C     | Signe Gaupset            |
| 17 | Norvegia (bandiera) | C     | Ida Holm Neset           |
| 18 | Norvegia (bandiera) | C     | Nora Eide Lie            |
| 19 | Norvegia (bandiera) | D     | Marit Bratberg Lund      |
| 20 | Norvegia (bandiera) | A     | Mathilde Sangolt         |
| 21 | Norvegia (bandiera) | P     | Sandra Stavenes          |
| 22 | Norvegia (bandiera) | D     | Ingrid Ryland            |
| 33 | Norvegia (bandiera) | C     | Elisabeth Terland        |
| 36 | Islanda (bandiera)  | A     | Svava Rós Guðmundsdóttir |
| 99 | Norvegia (bandiera) | A     | Maria Dybwad Brochmann   |

## Calciomercato

### Sessione invernale
| Acquisti | Acquisti                      | Acquisti          | Acquisti                |
| R.       | Nome                          | da                | Modalità                |
| -------- | ----------------------------- | ----------------- | ----------------------- |
| P        | Hanne Larsen                  | Medkila           | [ 4 ]                   |
| P        | Sandra Stavenes               | Sandviken         | prolungamento contratto |
| D        | Marit Bratberg Lund           | Sandviken         | prolungamento contratto |
| D        | Tuva Hansen                   | Sandviken         | prolungamento contratto |
| C        | Therese Sessy Åsland          | Kristianstads DFF | [ 6 ]                   |
| C        | Nora Eide Lie                 | LSK Kvinner       | [ 7 ]                   |
| C        | Signe Gaupset                 | Sandvikens IF U19 |                         |
| C        | Elisabeth Terland             | Sandviken         | [ 8 ]                   |
| A        | Svava Rós Guðmundsdóttir      | Bordeaux          |                         |
| A        | Berglind Björg Þorvaldsdóttir | Hammarby          |                         |

| Cessioni | Cessioni | Cessioni | Cessioni |
| R.       | Nome     | a        | Modalità |
| -------- | -------- | -------- | -------- |
|          |          |          |          |

### Sessione estiva
| Acquisti | Acquisti      | Acquisti  | Acquisti |
| R.       | Nome          | da        | Modalità |
| -------- | ------------- | --------- | -------- |
| C        | Rikke Nygård  | Vålerenga |          |
| C        | Tameka Yallop | West Ham  | [ 9 ]    |

| Cessioni | Cessioni                      | Cessioni            | Cessioni |
| R.       | Nome                          | a                   | Modalità |
| -------- | ----------------------------- | ------------------- | -------- |
| C        | Ida Holm Neset                | Arna-Bjørnar        |          |
| C        | Elisabeth Terland             | Brighton & Hove     | [ 10 ]   |
| A        | Berglind Björg Þorvaldsdóttir | Paris Saint-Germain |          |

## Risultati

### Toppserien

#### Prima fase

##### Girone di andata
| Arbitro: | Fjeldvær (Furuflaten) |

|                                                   |           |                            |
| Terland 11’ Lie 37’, 57’ Østenstad 55’ Kvamme 62’ | Marcatori | 47’ Austdal 90+3’ Fjelldal |

| Arbitro: | Fatemeh Zangeneh (Kongsberg) |

|                                                                                           |           |  |
| Terland 5’ Guðmundsdóttir 10’, 43’ Naalsund 56’ Bratberg Lund 61’ Ryland 77’ Engesvik 82’ | Marcatori |  |

| Arbitro: | Torkelsen (Asker) |

|  |           |                          |
|  | Marcatori | 85’ (rig.) Bratberg Lund |

| Arbitro: | Jensen (Furuflaten) |

|                  |           |                    |
| Terland 24’, 54’ | Marcatori | 57’ Skinnes Hansen |

| Arbitro: | Frøyland (Frøyland) |

|                |           |              |
| Bjørndalen 52’ | Marcatori | 37’, 81’ Lie |

| Arbitro: | Fjeldvær (Stadsbygd) |

|  |           |                        |
|  | Marcatori | 84’ Ryland 90’ Terland |

| Arbitro: | Jensen (Furuflaten) |

|                                |           |                           |
| Bratberg Lund 30’ Engesvik 55’ | Marcatori | 41’ Byrøygard Kvernvolden |

| Arbitro: | Jensen (Furuflaten) |

|             |           |              |
| Thomsen 14’ | Marcatori | 75’ Engesvik |

| Arbitro: | Fatemeh Zangeneh (Kongsberg) |

| |           |  |
| Bergsvand 7’, 18’ Terland 13’, 59’ Guðmundsdóttir 35’, 51’ Østervold Stenevik 49’ Bratberg Lund 55’ Dybwad Brochmann 78’, 85’ | Marcatori |  |

##### Girone di ritorno
| Arbitro: | Hafezi (Reinsvoll) |

|           |           |                          |
| Hørte 53’ | Marcatori | 39’ Engesvik 59’ Terland |

#### Poule scudetto

##### Girone di andata
| Oslo 11 settembre 2022, ore 16:00 CEST 1ª giornata | Vålerenga | 1 – 2 referto | Brann | Intility Arena (1 240 spett.) |

| Bergen 17 settembre 2022, ore 15:30 CEST 2ª giornata | Brann | 1 – 1 referto | Rosenborg | Stemmemyren kunstgress (450 spett.) |

| Arbitro: | Fatemeh Zangeneh (Kongsberg) |

|  |           |                      |
|  | Marcatori | 70’ (aut.) Pettersen |

##### Girone di ritorno
| Arbitro: | Jensen (Furuflaten) |

|                                                       |           |  |
| Redisch Kvamme 12’ Sessy Åsland 41’ Bratberg Lund 86’ | Marcatori |  |

| Arbitro: | Frøyland (Frøyland) |

|             |           |                                     |
| Nautnes 65’ | Marcatori | 50’ Guðmundsdóttir 62’ Sessy Åsland |

| Arbitro: | Nervik (Trondheim) |

|         |           |           |
| Lie 42’ | Marcatori | 50’ Sævik |

### Coppa di Norvegia
| Arbitro: | Fatemeh Zangeneh (Kongsberg) |

|                          |           |                 |
| Lie 31’ Gaupset 42’, 67’ | Marcatori | 57’ Omarsdottir |

### Women's Champions League

#### Qualificazioni
| Arbitro: | Lanssens |

|              |           |  |
| Brochmann 4’ | Marcatori |  |

| Arbitro: | Raudziņa |

|               |           |                                       |
| Filipović 72’ | Marcatori | 21’ Engesvik 25’ Yallop 55’ Brochmann |

| Arbitro: | Özçiğdem |

|                    |           |           |
| Guðmundsdóttir 20’ | Marcatori | 78’ Holdt |

| Arbitro: | Augustyn |

|                                |           |               |
| Bredgaard 50’ Larsson 55’, 70’ | Marcatori | 80’ Brochmann |

## Statistiche

### Statistiche di squadra
| Competizione                | Punti | In casa | In casa | In casa | In casa | In casa | In casa | In trasferta | In trasferta | In trasferta | In trasferta | In trasferta | In trasferta | Totale | Totale | Totale | Totale | Totale | Totale | DR  |
| Competizione                | Punti | G       | V       | N       | P       | Gf      | Gs      | G            | V            | N            | P            | Gf           | Gs           | G      | V      | N      | P      | Gf     | Gs     | DR  |
| --------------------------- | ----- | ------- | ------- | ------- | ------- | ------- | ------- | ------------ | ------------ | ------------ | ------------ | ------------ | ------------ | ------ | ------ | ------ | ------ | ------ | ------ | --- |
| Toppserien                  | 45    | 9       | 7       | 2       | 0       | .       | .       | 9            | 7            | 1            | 1            | .            | .            | 18     | 14     | 3      | 1      | 53     | 13     | +40 |
| Toppserien - Poule scudetto | -     | 3       | 1       | 2       | 0       | 5       | 2       | 3            | 3            | 0            | 0            | 5            | 2            | 6      | 4      | 2      | 0      | 10     | 4      | +6  |
| Coppa di Norvegia           | -     | .       | .       | .       | .       | .       | .       | .            | .            | .            | .            | .            | .            | .      | .      | .      | .      | .      | .      | .   |
| Women's Champions League    | -     | 2       | 1       | 1       | 0       | 2       | 1       | 2            | 1            | 0            | 1            | 4            | 4            | 4      | 2      | 1      | 1      | 5      | 4      | +1  |
| Totale                      | -     | .       | .       | .       | .       | .       | .       | .            | .            | .            | .            | .            | .            | .      | .      | .      | .      | .      | .      | .   |

### Andamento in campionato
| Giornata  | 1 | 2 | 3 | 4 | 5 | 6 | 7 | 8 | 9 | 10 | 11 | 12 | 13 | 14 | 15 | 16 | 17 | 18 |
| --------- | - | - | - | - | - | - | - | - | - | -- | -- | -- | -- | -- | -- | -- | -- | -- |
| Luogo     | T | C | T | C | T | T | C | T | C | T  | C  | T  | C  | T  | C  | C  | T  | C  |
| Risultato | V | V | V | V | V | V | V | N | V | V  | V  | V  | V  | P  | V  | N  | V  | N  |
| Posizione | 2 | 1 | 1 | 1 | 1 | 1 | 2 | 2 | 1 | 1  | 1  | 1  | 1  | 1  | 1  | 1  | 1  | 1  |

Legenda:

Luogo: C = Casa; T = Trasferta. Risultato: V = Vittoria; N = Pareggio; P = Sconfitta.

### Statistiche delle giocatrici
| Giocatore    | Toppserien | Toppserien | Toppserien  | Toppserien | Coppa di Norvegia | Coppa di Norvegia | Coppa di Norvegia | Coppa di Norvegia | UEFA Champions League | UEFA Champions League | UEFA Champions League | UEFA Champions League | Totale   | Totale | Totale      | Totale     |
| Giocatore    | Presenze   | Reti       | Ammonizioni | Espulsioni | Presenze          | Reti              | Ammonizioni       | Espulsioni        | Presenze              | Reti                  | Ammonizioni           | Espulsioni            | Presenze | Reti   | Ammonizioni | Espulsioni |
| ------------ | ---------- | ---------- | ----------- | ---------- | ----------------- | ----------------- | ----------------- | ----------------- | --------------------- | --------------------- | --------------------- | --------------------- | -------- | ------ | ----------- | ---------- |
| M. Brochmann | 16         | 7          | 0           | 0          | 5                 | 6                 | 0                 | 0                 | 4                     | 3                     | 0                     | 0                     | 25       | 16     | 0           | 0          |
| S. Gaupset   | 21         | 2          | 0           | 0          | 5                 | 3                 | 0                 | 0                 | 3                     | 0                     | 0                     | 0                     | 29       | 5      | 0           | 0          |
| H. Larsen    | 2          | 0          | 0           | 0          | 2                 | 0                 | 1                 | 0                 | 0                     | 0                     | 0                     | 0                     | 4        | 0      | 1           | 0          |
| E. Terland   | 14         | 10         | 0           | 0          | 1                 | 0                 | 0                 | 0                 | -                     | -                     | -                     | -                     | 15       | 10     | 0           | 0          |